# SFX Erexion
SFX Erexion (tiếng Hàn: SFX 드라마 이레자이온) là mộ bộ phim hoạt hình của Hàn Quốc thuộc sử dụng hiệu ứng đặc biệt được trình chiếu lần đầu vào 24 tháng 11 năm 2006. Nó được sản xuất bởi Hãng giải trí Chungam và chiếu trên KBS 2. Loại hình của nó tương tự như các sản phẩm tokusatsu của Nhật Bản. 7 thành viên dựa trên 7 ngày trong lịch Á Đông (Nhật, Nguyệt, Hoả, Thủy, Mộc, Kim, Thổ).

## Nội dung
Trên hành tinh Airon (tiếng Hàn: 아이런), có tháp Pha lê lưu giữa "Tinh Thể," một nguồn sức mạnh giữ gìn sự cân bằng của Ngân Hà. Tuy nhiên, ác ma Terra (tiếng Hàn: 테라), cố gắng kiểm soát nó và tướng quân dũng cảm Kamo (tiếng Hàn: 카모) đã ngăn chặn hắn ta lại bằng cách hủy diệt ngọn tháp. Tinh Thể được chia thành bảy phần và rơi xuống Trái Đất, Terra đã rơi vào giấc ngủ vì vụ nổ. Thus Li (tiếng Hàn: 리 대사제), pháp sư tối cao của Airon, mạo hiểm tới Trái Đất để tìm lại bảy phần Tinh Thể và khôi phục lại sự cân bằng bên cạnh hộ vệ Mok-gi của cô and và sáu con người đến từ quá khứ, hiện tại, tương lại. Từ bảy vũ trụ, (tiếng Hàn: 천지 7인), Il-sung (tiếng Hàn: 일성), Wur-hwa (tiếng Hàn: 월화), Hwa-san (tiếng Hàn: 화산), Soo-shim (tiếng Hàn: 수심), Toh-ryuk (tiếng Hàn: 토력), Geum-gang (tiếng Hàn: 금강은), và Mok-gi (tiếng Hàn: 목기) chiến đấu chống lại Chu-yi (tiếng Hàn: 츄이) phản bội và Terra đã tỉnh thức.

## Nhạc phim
Bài hát chủ đề"Ánh sáng" (tiếng Hàn: 빛) bởi Paran (tiếng Hàn: 파란)
Khác
"Lực lượng vô hình" (tiếng Hàn: 보이지 않는 힘) bởi Kim Kyo-Min (tiếng Hàn: 김교민)
"Chúng ta cũng nhau" (tiếng Hàn: 우리함께) bởi Kim Kyo-Min (cùng với Kwon Dae-Hun, tiếng Hàn: 권대훈)